# All your base are belong to us

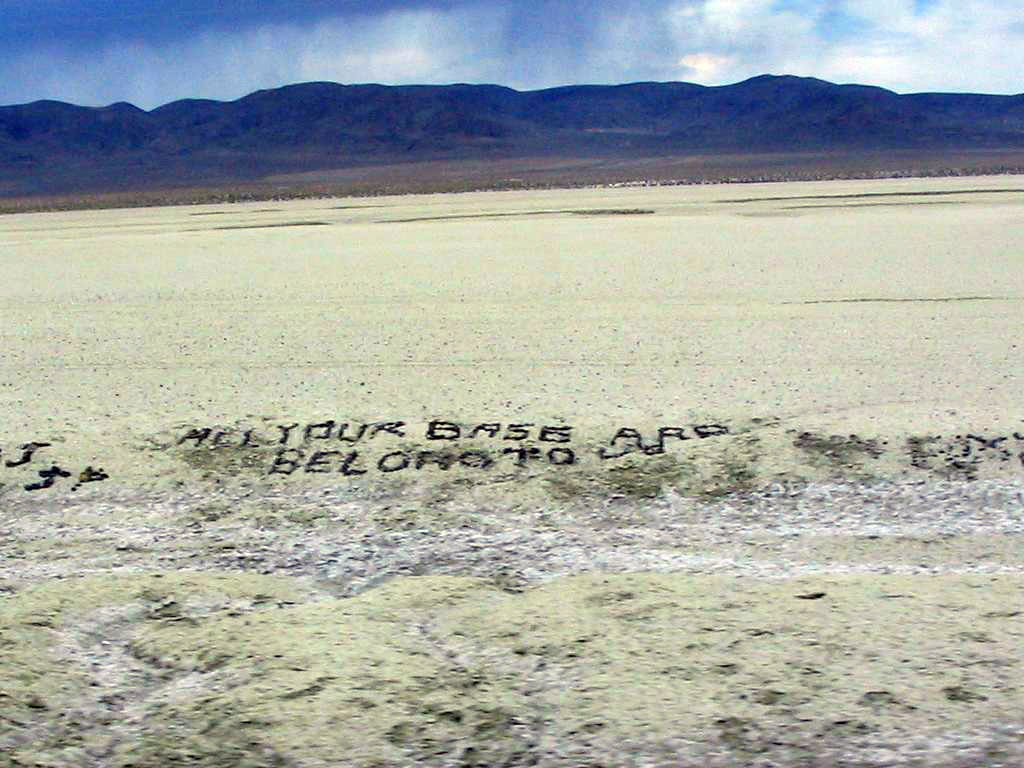
Nápis „All your base are belong to us“ poblíž dálnice US-50, jihovýchodně od Fallonu, NV, asi 5 mil západně od rekreační oblasti Sand Mountain

„All your base are belong to us“ (akronymizováno AYBABTU) je věta ve špatné angličtině (tradiční doslovný překlad do češtiny zní „Celá vaše základna jsou patřit nám“), která se v únoru 2001 rozšířila jako převážně internetový mem. Na počátku se tato věta šířila na internetových diskusních fórech Something Awful, poté se objevilo mnoho fotomontáží, ve kterých byla tato věta přidána do běžných prostředí. Často je parafrázována s jiným substantivem místo base. Známá je i jako cheat pro Warcraft 3, kde přeskočí celou misi.
Věta pochází z intra japonské počítačové hry (arcade střílečky) Zero Wing, jejíž původní verzi v roce 1989 vydala společnost Toaplan. Lokalizovaná evropská verze pro Sega Mega Drive z roku 1992 měla velice špatný překlad do angličtiny, z něhož věta pochází. Celý úvodní dialog motivující následnou akci, ve kterém se věta objeví, zní:

In A.D. 2101

War was beginning.

Captain: What happen ?

Mechanic: Somebody set up us the bomb.

Operator: We get signal.

Captain: What !

Operator: Main screen turn on.

Captain: It's you !!

CATS: How are you gentlemen !!

CATS: All your base are belong to us.

CATS: You are on the way to destruction.

Captain: What you say !!

CATS: You have no chance to survive make your time.

CATS: Ha Ha Ha Ha …

Operator: Captain !!

Captain: Take off every 'Zig' !!

Captain: You know what you doing.

Captain: Move 'Zig'.

Captain: For great justice.

Podobně, i když méně známými a citovanými, se staly i fráze „Somebody set up us the bomb“ a „For great justice“.